# Четврта влада Николе Пашића
Четврта влада Николе Пашића је била влада Краљевине Србије од 30. априла 1906. до 12. јуна 1907.

## Чланови владе
| Функција                                                  | Слика              | Име и презиме    | Детаљи                     |
| --------------------------------------------------------- | ------------------ | ---------------- | -------------------------- |
| Председник Министарског савета и министар иностраних дела |                    | Никола Пашић     |                            |
| Министар унутрашњих дела                                  |                    | Стојан М. Протић |                            |
| Министар правде                                           |                    | Миленко Веснић   | до 23.12.1906/5.1.1907.    |
| Министар правде                                           | Марко Трифковић    |                  |                            |
| Министар финансија                                        |                    | Лазар Пачу       |                            |
| Министар просвете и црквених дела                         |                    | Андра Николић    |                            |
| Министар војни                                            |                    | Радомир Путник   |                            |
| Министар грађевина                                        |                    | Никола Пашић     | заступник, до 3/16.5.1906. |
| Министар грађевина                                        |                    | Јован Станковић  | до 23.12.1906/5.1.1907.    |
| Министар грађевина                                        | Јован П. Јовановић |                  |                            |
| Министар народне привреде                                 |                    | Коста Стојановић |                            |